# Archa community
Archa community je křesťanské občanské sdružení, které sídlí v Brně. Organizuje aktivity pro lidi se specifickými potřebami a pro jejich asistenty.

## Vznik sdružení
Sdružení Archa community vzniklo v 90. letech 20. století při farnosti v brněnské čtvrti Královo Pole. Jeho zakladatelé docházeli jednou týdně za mladými lidmi a dětmi do Ústavu pro tělesně postiženou mládež Kociánka a organizovali pro ně modlitební společenství, mše, nebo jim pomáhali s učením do školy.

## Aktivity
Sdružení si za svou hlavní pracovní náplň zvolilo vytváření sdíleného prostoru pro děti i dospělé s různými formami zdravotního postižení a pro jejich dobrovolné asistenty – průvodce. Průvodci jsou především studenti a mládež z Brna a okolí. S lidmi s handicapem se setkávají celoročně a bezplatně ve svém volném čase.
Sdružení se snaží aktivně prosazovat integraci lidí s handicapem do společnosti, zvyšovat jejich samostatnost a rozvíjet odbornost průvodců. Své členy vede ke vstřícnému přístupu k lidem se specifickými potřebami a podporuje je v křesťanské víře. Během roku provozuje volnočasové aktivity, zajišťuje asistenci k návštěvám kulturních a sportovních akcí nebo organizuje víkendové zájezdy a prázdninové tábory. V létě například průvodci s vozíčkáři sjíždějí vodu, zdolávají složité terény v divoké přírodě nebo jezdí na dovolenou do zahraničí.
Pod hlavičkou Archa community vznikl i hudební soubor Aršáci nebo integrovaný divadelní soubor Divadlo Járy Pokojského.